# (37796) 1997 WK13
1997 WK13 (asteroide 37796) é um asteroide da cintura principal. Possui uma excentricidade de 0.15703640 e uma inclinação de 5.01535º.
Este asteroide foi descoberto no dia 24 de novembro de 1997 por Yoshisada Shimizu e Takeshi Urata em Nachi-Katsuura.